# امید (فیلم ۲۰۰۶)
«امید» (انگلیسی: Hope (2006 film)) یک فیلم است که در سال ۲۰۰۶ منتشر شد.